# فيضانات إندونيسيا 2022

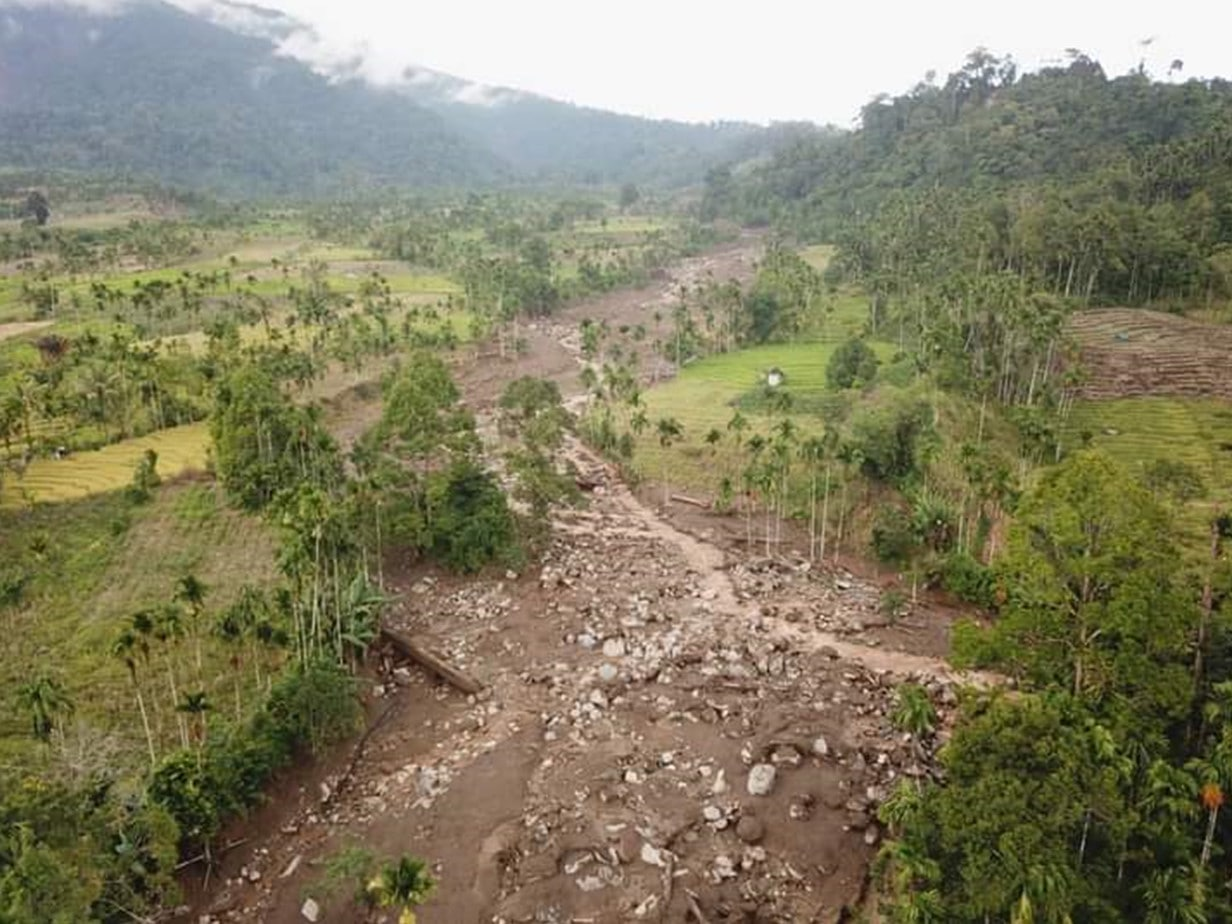
فيضانات إندونيسيا

2022 قتل طفلين وتم إجلاء 24.000 شخص في جزيرة سومطرة في إندونيسيا جراء الفيضانات التي وقعت في 4 يناير 2022. أكثر المناطق المتضررة كانت مقاطعتي أتشيه وجامبي. في ماليزيا أجبرت الأمطار أيضًا ما لا يقل عن 13.000 شخص على البحث عن مأوى، مع ورود تقارير عن 50 حالة وفاة على الأقل، وصلت بشكل رئيسي إلى ولايات سيلانجور وجوهور وملقا.
دمرت الفيضانات مزارع الأرز في المنطقة، بالقرب من فترة الحصاد. كما أنها ضاعفت من الصعوبات المرتبطة بوباء كوفيد 19. تشير المنظمات البيئية إلى عملية إزالة الغابات بدافع التوسع في إنتاج زيت النخيل كانت عامل زاد من ضعف المنطقة في مواجهة موجة الأمطار والفيضانات.